# ミューレンバーグイシガメ
ミューレンバーグイシガメ（学名：Glyptemys muhlenbergii）は、ヌマガメ科モリイシガメ属に分類されるカメ。

## 分布

分布

アメリカ合衆国東部（コネチカット州西部、サウスカロライナ州北西部、ジョージア州北東部、テネシー州北東部、デラウェア州北部、ニュージャージー州、ニューヨーク州南部、ノースカロライナ州西部、バージニア州西部、ペンシルベニア州北西部および南東部、マサチューセッツ州西部、メリーランド州北部）固有種
模式標本の産地はランカスター郡（ペンシルベニア州）。現在の分布は断続的だが、以前は連続的かつ広範囲に分布していたと考えられている。

## 形態
最大甲長11.5センチメートルとモリイシガメ属のみならずヌマガメ科最小種。メスよりもオスのほうが大型になり、メスは最大甲長9.6センチメートル。背甲はやや扁平かやや盛り上がる。背甲の後部には切れ込みが入らない。成長環は明瞭だが、老齢個体では不明瞭になる。椎甲板にはあまり発達しない筋状の盛り上がり（キール）がある。後部縁甲板の外縁は尖らない。背甲の色彩は暗褐色一色だが、明褐色や黒い個体もいる。腹甲はやや大型。左右の喉甲板の間には切れ込みが入らない。背甲の色彩は黒く、外縁は明色で正中線に沿って黄色やオレンジ色の筋模様が入る。
頭部はやや小型。四肢はやや頑丈。尾はやや長い。頭部や四肢、尾の色彩は褐色や暗褐色、黒。鼓膜周辺と後頭部に黄色やオレンジ、赤の斑紋が入り、側頭部や前肢には黄褐色やオレンジ色の斑点が入る。四肢基部や四肢腹面はオレンジ色や赤みを帯びる。
オスは前肢の爪が太い。

## 生態
標高1,200メートル以下にある主にカヤツリグサ科からなる湿原、沼地、湿性草原内を流れる流れの緩やかな小河川などに生息し、英名（bog=ボグ、泥炭が蓄積した水質が酸性の湿原）の由来になっている。半陸棲もしくは半水棲で、陸上でも生活するが水場の周辺に限られる。昼行性で、夜間に気温が低い場合には水中や陸上に空いた穴などで休む。夏季に乾燥する環境や冬季になると泥中や水中、マスクラットの巣穴で休眠する。
食性は雑食で、昆虫、果実を食べるが、両生類やその幼生、貝類、ミミズ、動物の死骸、水生植物、藻類なども食べる。陸上でも水中でも採食を行う。
繁殖形態は卵生。3 - 6月に主に水中で交尾するが、陸上で交尾した例もある。繁殖期になるとオスはメスを発見すると周囲を徘徊したり、総排泄孔に頭部を近づけて性別を確認する。その後にメスを追いかけたりメスの頭部や頸部に噛みついて動きを止め、メスがオスを受け入れると頭部や頸部に噛みついて爪をメスの甲羅にひっかけながらメスの上に乗り交尾を行う。繁殖期には雌雄共に複数の異性と交尾を行う。5 - 7月に1回に1 - 6個の卵を年に1回だけ産む。

## 人間との関係
種小名muhlenbergiiはGotthilf Heinrich Ernst Muhlenbergへの献名。
開発による生息地の破壊、水質汚染、ペット用の採集などにより生息数は減少している。生息地では法的に採集が規制されているが、密猟されることもある。生息地の一部は国立公園や保護区に指定されている。1992年にワシントン条約附属書Iに掲載された。

## 分布
- 分布